# Power Rangers
Power Rangers  telewizja od 1993 do 2021 . Netflix od 2021 ...
Power Rangers – serial telewizyjny dla dzieci i młodzieży oparty na japońskich serialach Super Sentai z gatunku Tokusatsu, stworzony przez Haima Sabana. Pierwszy sezon wystartował 28 sierpnia 1993 roku, w amerykańskiej telewizji Fox Kids. Po jego sukcesie co roku pojawiały się kolejne serie, produkowane niezmiennie przez Saban Entertainment. Ostatni, dziesiąty sezon stworzony przez tego producenta, Power Rangers Wild Force, miał swoją premierę w roku 2002. Od tamtej pory produkcją kolejnych sezonów Power Rangers zajęło się The Walt Disney Company, za sprawą którego powstało kolejne siedem sezonów. W 2009 roku przyszłość serialu stanęła pod znakiem zapytania – 7 marca 2009 roku w gazecie The New Zealand Herald opublikowano wiadomość, że seria RPM ma być ostatnim sezonem. W 2010 roku zamiast nowej serii wyemitowano zremasterowaną wersję pierwszej, Mighty Morphin Power Rangers. Pogłoski o zakończeniu serialu okazały się jednak nieprawdziwe – 12 maja 2010 roku prawa do tego tytułu ponownie wykupiło Saban Capital Group. 40-odcinkowy 18. sezon wystartował w 2011 roku, w telewizji Nickelodeon. Lionsgate i przedsiębiorstwo Saban wspólnie ogłosiły, że planują stworzyć kolejny film o przygodach Power Rangerów.

## Fabuła
Serial opowiada o grupie osób, najczęściej nastolatków, ale także dorosłych, którzy pod postacią Power Rangerów walczą ze złem w różnej postaci. W tym celu używają specjalnego uzbrojenia oraz Zordów – gigantycznych maszyn bojowych o potężnej sile ognia, potrafiących działać samodzielnie, jak również łączyć się, tworząc jeszcze silniejszą broń. Cywilna tożsamość bohaterów zwykle jest tajemnicą, choć istnieją wyjątki, głównie wtedy, gdy Rangerzy są członkami służb publicznych, jak grupa ratunkowa (Lightspeed Rescue) czy policja (SPD). Zdarza się również, że przez przypadek inni ludzie dowiadują się, kim na co dzień są bohaterowie.
Gdy produkcją serialu zajął się Disney, planowano odciąć się od poprzednich sezonów. Rangerzy z Ninja Storm mieli być pierwszymi „prawdziwymi” bohaterami, podczas gdy poprzednie drużyny miały istnieć tylko w komiksach czy w telewizji, oczywiście w serialowym uniwersum. To jednak nie spodobało się fanom Power Rangers. Z uwagi na ich niezadowolenie, w następnych seriach zaniechano tego pomysłu. W drugim disneyowskim sezonie, Dino Grzmocie, znalazł się odcinek przybliżający historię sabanowskich Rangerów, a w jednej z głównych ról w serialu wystąpił Jason David Frank, ponownie wcielając się w kultowego Tommy’ego Olivera.

## Podobieństwa pomiędzy seriami
Pomiędzy poszczególnymi seriami Power Rangers występują istotne podobieństwa w fabule, z których najważniejsze prezentuje poniższa lista:

### Nowi Rangerzy w drużynie
Motyw ten pojawia się w każdym kolejnym sezonie – spośród wszystkich 17. serii nie było takiej, w której nie zmieniłby się początkowy stan drużyny. Zazwyczaj zmiany w składzie polegają na dojściu kolejnego wojownika (już w pierwszym sezonie Mighty Morphin Power Rangers do pierwszych pięciu Wojowników dołączył szósty), a czasami na przekazaniu mocy przez Wojownika innej postaci (co po raz pierwszy pojawiło się w drugim sezonie Mighty Morphin Power Rangers, gdy Jason, Zack i Trini oddali moce kolejno Rocky’emu, Adamowi i Aishy).

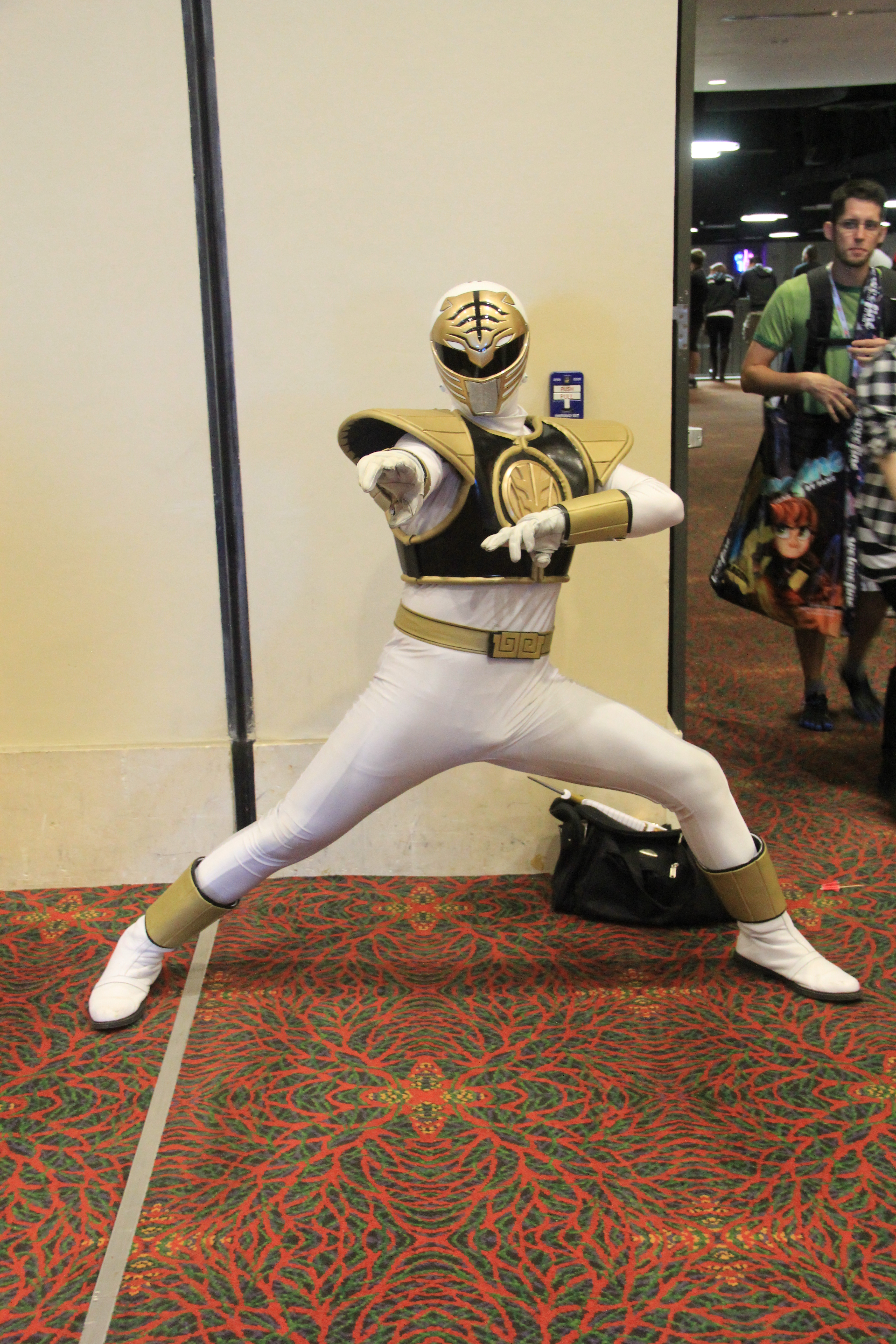
Biały Ranger z Mighty Morphin Power Rangers

### Przebieg walki
Prawie w każdym odcinku serialu przebieg walki pomiędzy Wojownikami a ich przeciwnikiem wygląda właściwie tak samo. Po początkowej walce wręcz i użyciu podręcznej broni przeciwnik przyjmuje ogromny rozmiar, przez co bohaterowie zmuszeni są użyć swoich Zordów, najczęściej łącząc je w Megazorda. Po tej fazie walki zwykle następuje zniszczenie / pojmanie wroga.

### Występy gościnne
Kolejnym popularnym motywem są gościnne występy poprzednich Wojowników w kolejnych seriach. Na szerszą skalę zaczęto wykorzystywać ten pomysł w sezonie Zagubiona Galaktyka, który jako pierwszy nie był bezpośrednią kontynuacją poprzedniego. Od tamtej pory w prawie każdej kolejnej serii pojawiały się jedno- lub dwuodcinkowe crossovery, w których zazwyczaj występowali bohaterowie z obecnej i poprzedniej serii. Zdarzało się także, że spotykali się ze sobą Wojownicy z więcej niż dwóch drużyn. Najsłynniejszym tego typu przypadkiem jest Forever Red, składający się z dwóch odcinków serii Wild Force, gdzie wystąpiło aż dziesięciu czerwonych wojowników. Podobnym przypadkiem jest Niegdyś Ranger z Operacji Overdrive, gdzie obecna drużyna spotkała się z pięcioma bohaterami z poprzednich sezonów.
w 20 odcinku Super Megaforce natomiast, podczas „ostatecznej bitwy”, pojawili się wszyscy wojownicy ze wszystkich serii.
Innym rodzajem gościnnych występów w Power Rangers jest pojawianie się postaci z innych seriali. I tak w trzecim sezonie Mighty Morphin Power Rangers pojawia się Masked Rider z serialu o takim samym tytule (odc. Przyjaciel w potrzebie), natomiast w Power Rangers w Kosmosie pojawiły się Wojownicze Żółwie Ninja (odc. Shell Shocked).

## ChronologiaPower Rangers

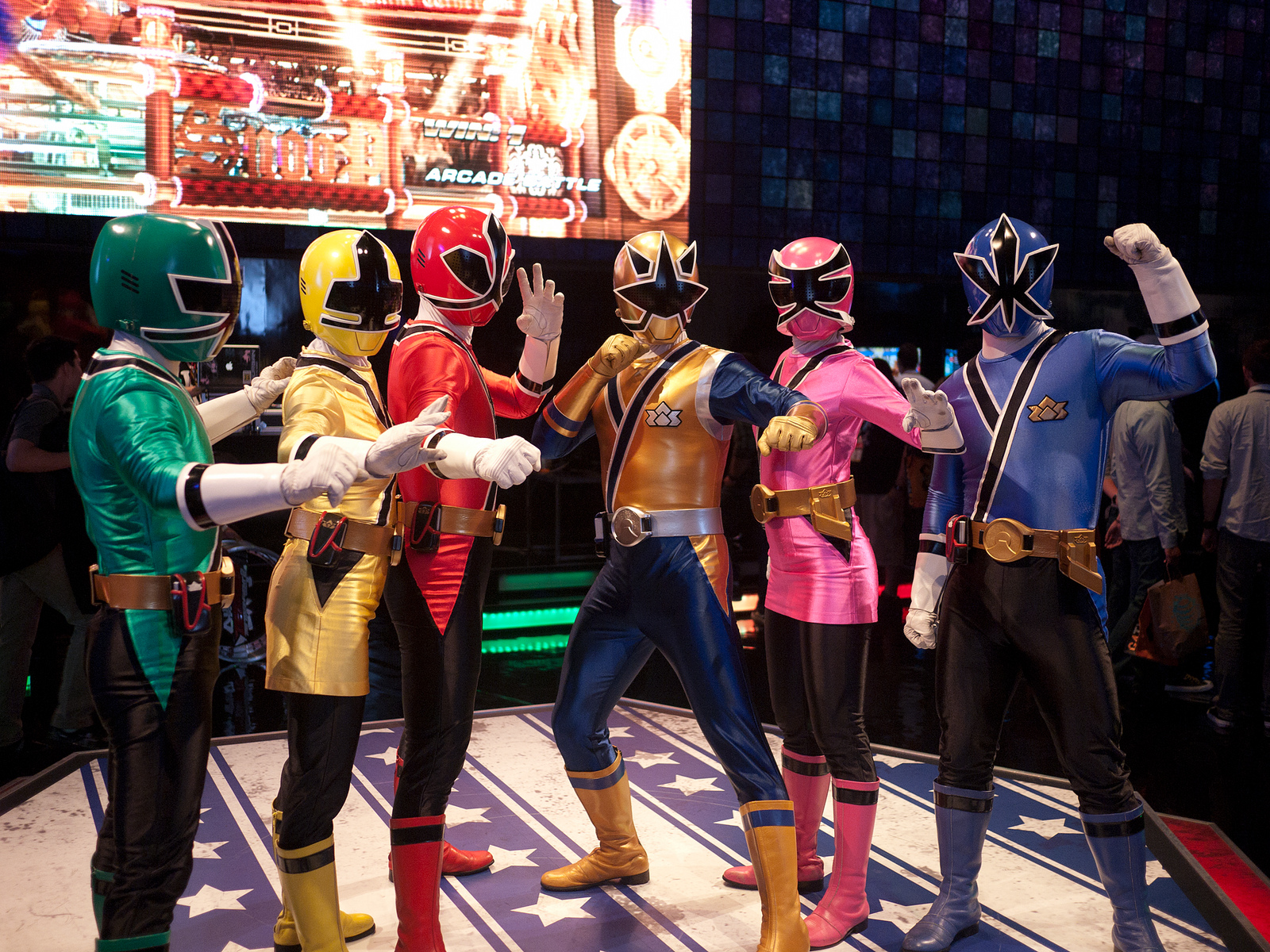
Power Rangers Samurai (2011-2012)

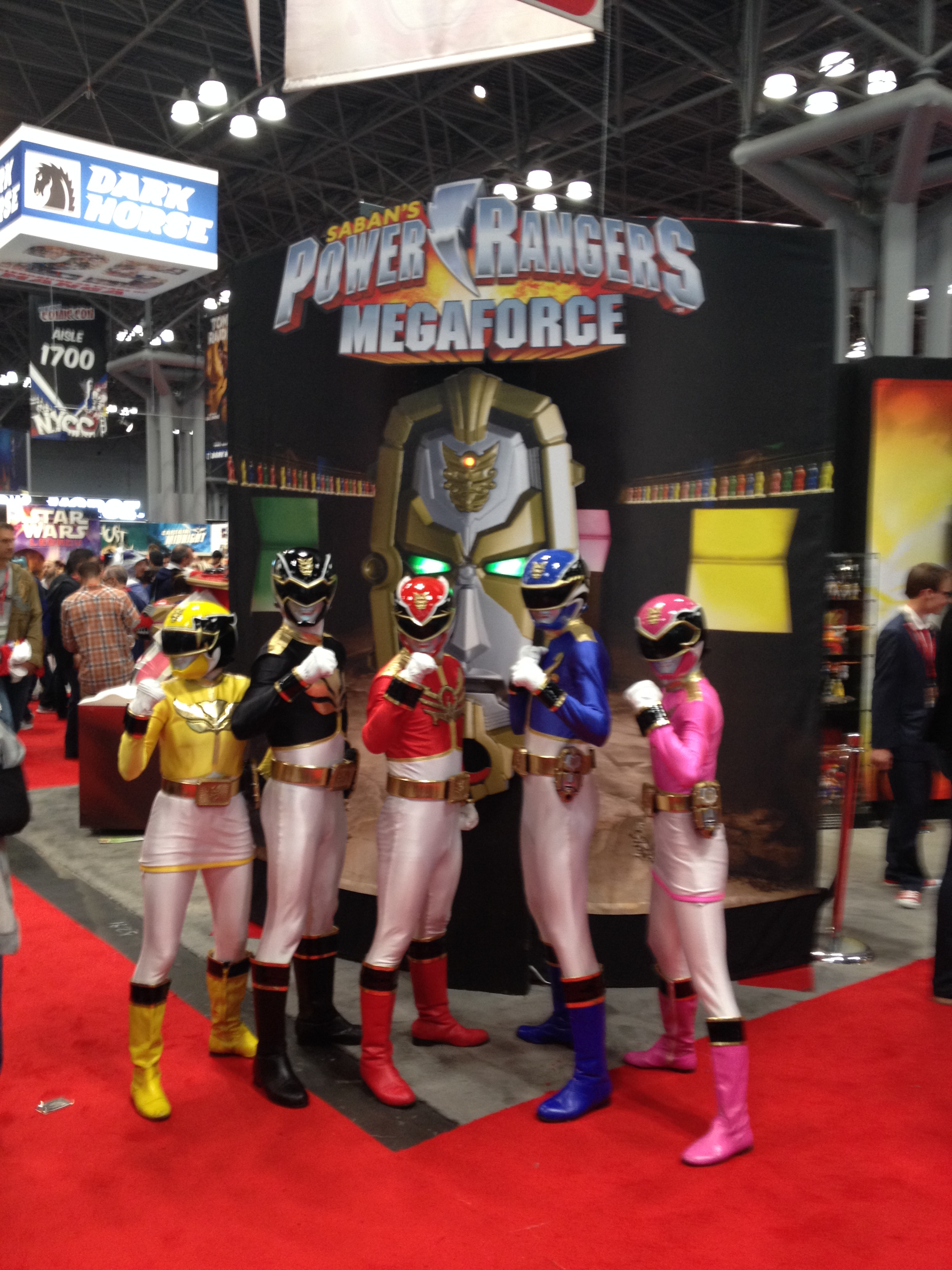
Power Rangers Megaforce (2013)

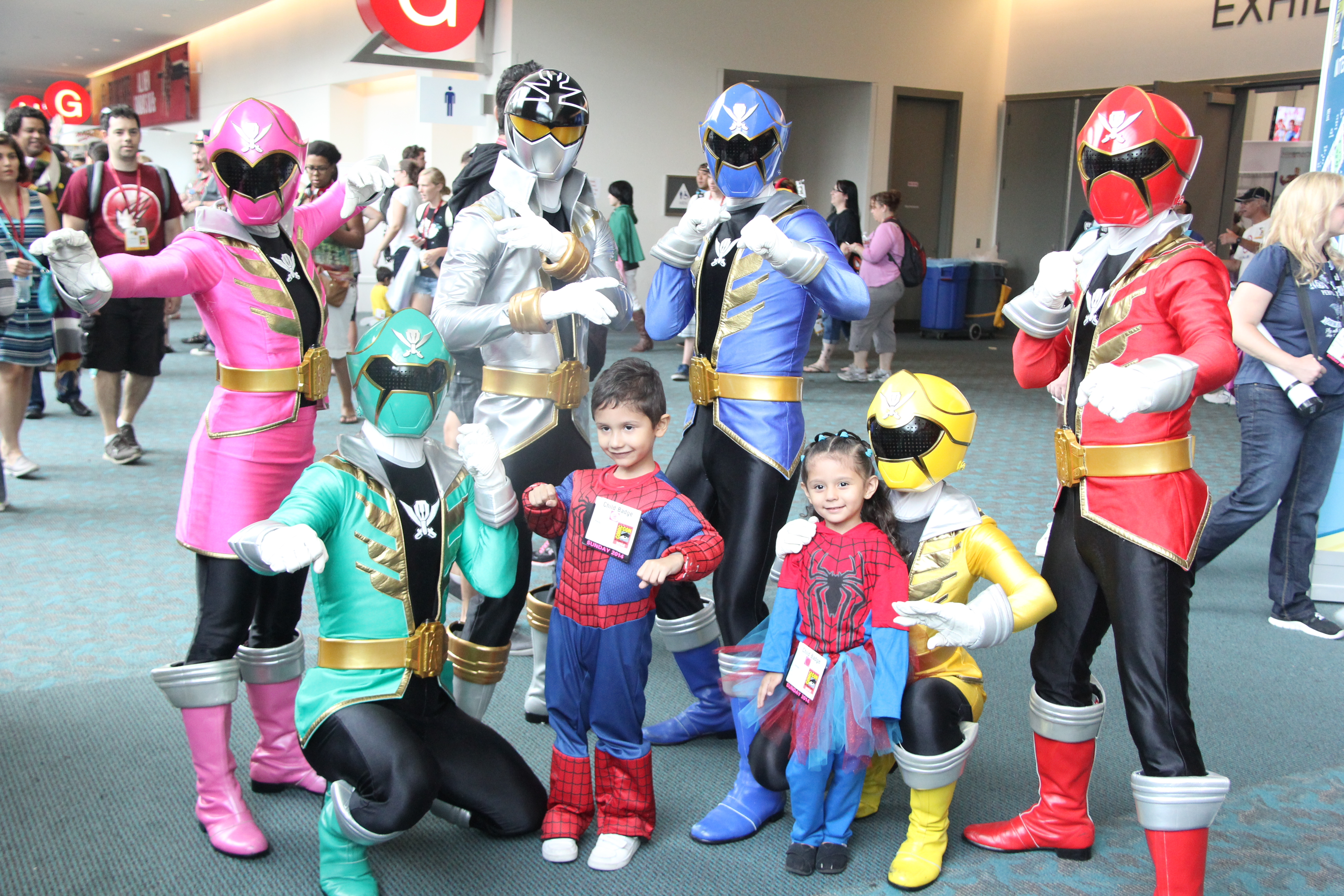
Power Rangers Super Megaforce (2014)

| #                                              | Seria                                                | Emisja    | Liczba odcinków     | Na podstawie                            |
| ---------------------------------------------- | ---------------------------------------------------- | --------- | ------------------- | --------------------------------------- |
| Era 1: Era Zordona (Saban Entertainment)       |                                                      |           |                     |                                         |
| 1                                              | Mighty Morphin Power Rangers 1                       | 1993-1994 | 60                  | Kyōryū Sentai Zyuranger                 |
| 2                                              | Mighty Morphin Power Rangers 2                       | 1994-1995 | 52                  | Gosei Sentai Dairanger                  |
| F1                                             | Mighty Morphin Power Rangers: The Movie              | 1995      | Film pełnometrażowy | Kyōryū, Gosei i Ninja Sentai Kakuranger |
| 3                                              | Mighty Morphin Power Rangers 3                       | 1995      | 33                  | Ninja Sentai Kakuranger                 |
| 3.5                                            | Mighty Morphin Alien Rangers                         | 1996      | 10                  | Ninja Sentai Kakuranger                 |
| 4                                              | Power Rangers Zeo                                    | 1996      | 50                  | Chōriki Sentai Ohranger                 |
| F2                                             | Turbo: A Power Rangers Movie                         | 1997      | Film pełnometrażowy | Gekisō Sentai Carranger                 |
| 5                                              | Power Rangers Turbo                                  | 1997      | 45                  | Gekisō Sentai Carranger                 |
| 6                                              | Power Rangers w Kosmosie                             | 1998      | 43                  | Denji Sentai Megaranger                 |
| Era 2: Era Postzordonowa (Saban Entertainment) |                                                      |           |                     |                                         |
| 7                                              | Power Rangers Zagubiona Galaktyka                    | 1999      | 45                  | Seijū Sentai Gingaman                   |
| 8                                              | Power Rangers Lightspeed Rescue                      | 2000      | 40                  | Kyūkyū Sentai GoGo-V                    |
| 9                                              | Power Rangers Time Force                             | 2001      | 40                  | Mirai Sentai Timeranger                 |
| 10                                             | Power Rangers Wild Force                             | 2002      | 40                  | Hyakujū Sentai Gaoranger                |
| Era 3: Era Disneya (Disney Enterprises)        |                                                      |           |                     |                                         |
| 11                                             | Power Rangers Ninja Storm                            | 2003      | 38                  | Ninpū Sentai Hurricanger                |
| 12                                             | Power Rangers Dino Grzmot                            | 2004      | 38                  | Bakuryū Sentai Abaranger                |
| 13                                             | Power Rangers S.P.D.                                 | 2005      | 38                  | Tokusō Sentai Dekaranger                |
| 14                                             | Power Rangers: Mistyczna moc                         | 2006      | 32                  | Mahō Sentai Magiranger                  |
| 15                                             | Power Rangers Operacja Overdrive                     | 2007      | 32                  | Go Go Sentai Boukenger                  |
| 16                                             | Power Rangers: Furia dżungli                         | 2008      | 32                  | Jūken Sentai Gekiranger                 |
| 17                                             | Power Rangers RPM                                    | 2009      | 32                  | Engine Sentai Go-onger                  |
| RV                                             | Mighty Morphin Power Rangers (wersja zremasterowana) | 2010      | 32                  | Kyōryū Sentai Zyuranger                 |
| Era 4: Era Neo-Saban (Saban Brands)            |                                                      |           |                     |                                         |
| 18                                             | Power Rangers Samurai                                | 2011      | 23                  | Samurai Sentai Shinkenger               |
| 19                                             | Power Rangers Super Samurai                          | 2012      | 22                  | Samurai Sentai Shinkenger               |
| 20                                             | Power Rangers Megaforce                              | 2013      | 22                  | Tensō Sentai Goseiger                   |
| 21                                             | Power Rangers Super Megaforce                        | 2014      | 20                  | Kaizoku Sentai Gokaiger                 |
| 22                                             | Power Rangers Dino Charge                            | 2015      | 22                  | Zyuden Sentai Kyoryuger                 |
| 23                                             | Power Rangers Dino Super Charge                      | 2016      | 22                  | Zyuden Sentai Kyoryuger                 |
| 24                                             | Power Rangers Ninja Steel                            | 2017      | 22                  | Shuriken Sentai Ninninger               |
| F3                                             | Power Rangers                                        | 2017      | Film pełnometrażowy | Super Sentai                            |
| 25                                             | Power Rangers Super Ninja Steel                      | 2018      | 22                  | Shuriken Sentai Ninninger               |
| Era 5: Era Hasbro                              |                                                      |           |                     |                                         |
| 26                                             | Power Rangers Beast Morphers 1                       | 2019      | 22                  | Tokumei Sentai Go-Busters               |
| 27                                             | Power Rangers Beast Morphers 2                       | 2020      | 22                  | Tokumei Sentai Go-Busters               |
| 28                                             | Power Rangers Dino Fury 1                            | 2021      | 22                  | Kishiryu Sentai Ryusoulger              |
| 29                                             | Power Rangers Dino Fury 2                            | 2022      | 22                  | Kishiryu Sentai Ryusoulger              |
| 30                                             | Power Rangers Cosmic Fury                            | 2023      | 10                  | Uchu Sentai Kyuranger                   |

## Kolory Wojowników
Paleta kolorów Wojowników zmienia się w prawie każdej serii. Jedyne kolory, które dotychczas zawsze się pojawiały to czerwony i niebieski, natomiast najrzadziej występuje pomarańczowy (dotychczas był tylko jeden taki przypadek – Kat Ranger, który wystąpił tylko w jednym odcinku serii SPD). Na przestrzeni lat oprócz tych znanych z pierwszego sezonu pojawiały się też inne barwy (np. srebrny, złoty) i oznaczenia, jak Wojownik Cienia (ang. Shadow Ranger). W serialu wystąpili także bohaterowie posiadający podobne kostiumy i moce, co Wojownicy, lecz inaczej się tytułujący (Magna Defender, Rycerz Solaris itp.), przez co nie do końca wiadomo, czy oficjalnie również oni nimi są.
Poniższa tabelka prezentuje pojawianie się poszczególnych kolorów w konkretnych seriach, uwzględniając tylko bohaterów tytułujących się jako Wojownicy, nie licząc gościnnych występów postaci z innych sezonów (chyba że pojawiali się jako inny Wojownik niż wcześniej). Wielokrotny znak ✔ oznacza, że w danej serii pojawiło się więcej bohaterów posługujących się tym samym kolorem. Kolory błękitny, granatowy i cyjanowy zostały przyporządkowane do niebieskiego, a purpurowy – do czerwonego.
| Seria                             | Czerwony | Żółty | Niebieski | Różowy | Czarny | Zielony | Biały | Fioletowy | Srebrny | Złoty | Pomarańczowy |
| --------------------------------- | -------- | ----- | --------- | ------ | ------ | ------- | ----- | --------- | ------- | ----- | ------------ |
| Mighty Morphin Power Rangers 1    | ✔        | ✔     | ✔         | ✔      | ✔      | ✔       |       |           |         |       |              |
| Mighty Morphin Power Rangers 2    | ✔✔       | ✔✔    | ✔         | ✔      | ✔✔     | ✔       | ✔     |           |         |       |              |
| Mighty Morphin Power Rangers 3    | ✔        | ✔     | ✔         | ✔✔     | ✔      |         | ✔     |           |         |       |              |
| Mighty Morphin Alien Rangers      | ✔        | ✔     | ✔         |        | ✔      |         | ✔     |           |         |       |              |
| Power Rangers Zeo                 | ✔        | ✔     | ✔         | ✔      |        | ✔       |       |           |         | ✔✔    |              |
| Power Rangers Turbo               | ✔✔       | ✔✔    | ✔         | ✔✔     | ✔      | ✔✔      |       |           |         |       |              |
| Power Rangers w Kosmosie          | ✔        | ✔     | ✔         | ✔      | ✔      |         |       |           | ✔       |       |              |
| Power Rangers Zagubiona Galaktyka | ✔        | ✔     | ✔         | ✔✔     |        | ✔       |       |           |         |       |              |
| Power Rangers Lightspeed Rescue   | ✔        | ✔     | ✔         | ✔      |        | ✔       |       |           | ✔       |       |              |
| Power Rangers Time Force          | ✔✔✔      | ✔     | ✔         | ✔      |        | ✔       |       |           |         |       |              |
| Power Rangers Wild Force          | ✔        | ✔     | ✔         |        | ✔      |         | ✔     |           | ✔       |       |              |
| Power Rangers Ninja Storm         | ✔✔       | ✔     | ✔✔        |        |        | ✔       |       |           |         |       |              |
| Power Rangers: Dino Grzmot        | ✔        | ✔     | ✔         |        | ✔      |         | ✔     |           |         |       |              |
| Power Rangers S.P.D.              | ✔✔✔      | ✔✔    | ✔✔✔       | ✔✔     | ✔      | ✔✔      | ✔     |           | ✔       |       | ✔            |
| Power Rangers: Mistyczna moc      | ✔ ✔      | ✔     | ✔         | ✔      |        | ✔       | ✔     |           |         | ✔     |              |
| Power Rangers Operacja Overdrive  | ✔✔       | ✔     | ✔         | ✔      | ✔      |         |       |           | ✔       |       |              |
| Power Rangers: Furia dżungli      | ✔        | ✔     | ✔✔        |        | ✔      | ✔       | ✔     | ✔         |         |       |              |
| Power Rangers RPM                 | ✔        | ✔     | ✔         |        | ✔      | ✔       |       |           | ✔       | ✔     |              |
| Power Rangers Samurai             | ✔✔       | ✔     | ✔         | ✔      |        | ✔       |       |           |         | ✔     |              |
| Power Rangers Megaforce           | ✔        | ✔     | ✔         | ✔      | ✔      |         |       |           | ✔       |       |              |
| Power Rangers Super Megaforce     | ✔        | ✔     | ✔         | ✔      | ✔      | ✔       |       |           | ✔       |       |              |
| Power Rangers Dino Charge         | ✔        |       | ✔✔✔       | ✔      | ✔      | ✔       |       | ✔✔        | ✔✔      | ✔     |              |
| Power Rangers Dino Supercharge    | ✔        |       | ✔✔✔       | ✔      | ✔      | ✔       |       | ✔✔        | ✔✔      | ✔     |              |
| Power Rangers Ninja Steel         | ✔        | ✔     | ✔         | ✔      |        |         | ✔     |           |         | ✔     |              |
| Power Rangers Super Ninja Steel   | ✔        | ✔     | ✔         | ✔      |        |         | ✔     |           |         | ✔     |              |
| Power Rangers Beast Morphers      | ✔        | ✔     | ✔         |        |        |         |       |           | ✔       | ✔     |              |
| Power Rangers Dino Fury           | ✔        |       | ✔         | ✔      | ✔      | ✔       |       |           |         | ✔     |              |
| Power Rangers Cosmic Fury         | ✔        |       | ✔         |        | ✔      | ✔       | ✔     |           |         | ✔     | ✔            |
|                                   |          |       |           |        |        |         |       |           |         |       |              |

## Transformacje
Aby dokonać transformacji w Wojownika, bohater musi użyć w tym celu morfera – specjalnego urządzenia, wielkością i kształtem zazwyczaj przypominającym zegarek lub telefon komórkowy. Przemiana dokonuje się po wypowiedzeniu odpowiedniej komendy lub wciśnięciu kombinacji klawiszy. W niektórych seriach morfer od początku jest kompatybilny tylko z konkretnymi osobami (np. Time Force), w innych nie.

## Power Morphicon
Power Morphicon to oficjalny konwent poświęcony Power Rangers. Po raz pierwszy odbył się w Los Angeles, w 2007 roku, z okazji 15-lecia emisji serialu. Po raz drugi konwent odbył się w dniach 27–29 września 2010, ponownie w Los Angeles. Tym razem świętowane było 15-lecie filmu  Mighty Morphin Power Rangers: The Movie.

## Power Rangersw Polsce

### Telewizja
W Polsce Mighty Morphin Power Rangers po raz pierwszy wyemitowała telewizja Polsat w połowie lat 90. Pierwszy odcinek w Polsce po raz pierwszy był pokazany 6 września 1997 roku. W następnych latach tam (a także na siostrzanym kanale Polsat 2) regularnie prezentowano kolejne serie, aż do Power Rangers w Kosmosie. Jeszcze przed emisją serialu, Power Rangers był już znany polskim widzą za sprawą Syrena EG, która dystrybuowała filmową adaptację od stycznia 1996 roku. W 2002 roku na antenie Fox Kids można było oglądać serię Time Force. W następnych latach telewizja ta zmieniła się w Jetix, a później w Disney XD, zajmując się emisją kolejnych serii Power Rangers, z pominięciem Wild Force. Sezony od Ninja Storm do Operacji Overdrive po pewnym czasie trafiły również do ramówki Polsatu, z pominięciem SPD, zamiast której zaprezentowano Power Rangers Zagubiona Galaktyka. W tym też okresie na antenie TV4 wyemitowano Power Rangers Ninja Storm. Obecnie w polskiej telewizji jak dotąd nie wyemitowano 5 serii: Lightspeed Rescue, Wild Force, Super Megaforce, Dino Charge oraz Ninja Steel, jednakże są one dostępne na platformie Netflix Polska.

### Komiksy
W latach 90. nakładem wydawnictwa TM-Semic ukazywały się komiksy o przygodach Wojowników z wydawnictwa Marvel. Od 2006 roku Egmont Polska wydaje skierowaną typowo do dzieci gazetę Power Rangers Magazyn, zawierającą krótkie komiksy i zagadki. Ukazują się również wydania specjalne zawierające tylko komiksy, które zostały już wydane w zwykłych numerach. Oprócz tego, kilka komiksów o Wojownikach ukazało się na łamach Magazynu Jetix.

### Wydania VHS / DVD
- Power Rangers, Imperial Entertainment[9], VHS – film Mighty Morphin Power Rangers: The Movie z polskim lektorem.
- Power Rangers Turbo, Imperial Entertainment, VHS – film Turbo: A Power Rangers The Movie z polskim lektorem.
- Wielka Kolekcja Power Rangers, Wydawnictwo Hachette, 55 DVD – seria płyt DVD ukazujących się co dwa tygodnie w kioskach. Jedno wydanie zawiera: 4 odcinki serialu na DVD oraz różne dodatki, w postaci przewodników, kolekcjonerskich kart czy etui. Pełna kolekcja miała liczyć 53 płyty, jednak ostatecznie została przedłużona o dwa numery. W serii wydano sezony (w kolejności ukazywania się na rynku): Mistyczna Moc, SPD, Ninja Storm, Operacja Overdrive, Dino Grzmot oraz Zagubiona Galaktyka.
- Power Rangers 2017, Monolith Films, DVD i Blu-ray